# اکاکویاگوا
اکاکویاگوا (به اسپانیایی: Acacoyagua) در مکزیک است که در چیاپاس واقع شده‌است.

## خصوصیات
اکاکویاگوا ۱۹۱٫۳ کیلومترمربع مساحت و ۱۴٬۱۸۹ نفر جمعیت دارد.